# 源致公
源 致公（みなもと の むねきみ）は、平安時代中期の武将。醍醐源氏、左大臣・源高明の長男である源忠賢の子。清和源氏・源満季の養子。官位は従五位下・下総守。

## 経歴
源満季の猶子となり家督を継ぎ、兵部丞・蔵人・下総守を歴任した。正暦元年（991年）春に源頼光と共に鬼賊を討つ。
寛仁2年（1018年）8月に62歳で卒去。

## 系譜
- 父：源忠賢
- 母：不詳
- 養父：源満季
- 妻：不詳
- 生母不明の子女
  - 男子：源致任 - 従五位下・式部丞、越前守